# Amberboa turanica
Amberboa turanica är en tvåhjärtbladig växtart som beskrevs av Modest Mikhaĭlovich Iljin. Amberboa turanica ingår i släktet doftklintar och familjen korgblommiga. Inga underarter finns listade i Catalogue of Life.